# Caso ilativo
El caso ilativo es el tercer caso locativo y significa «hacia adentro de» en finés y húngaro. Por ejemplo: en húngaro «a házba» significa aproximadamente «desplazamiento hacia adentro de la casa».
Los otros casos locativos en finés son:
- Caso elativo («fuera de»)
- Caso inesivo («dentro de» indica localización)
- Caso adesivo («sobre» indicando localización)
- Caso alativo («sobre» indicando desplazamiento)
- Caso ablativo ("from off of")

- Datos: Q474668